# John Bowis
John Crocket Bowis OBE (sinh ngày 2 tháng 8 năm 1945 tại Brighton, East Sussex) là cựu MP Bảo thủ và MEP.

## Giáo dục
John Bowis được đào tạo tại Trường Tonbridge và Đại học Brasenose, Oxford, nơi ông học Triết học, Chính trị học và Kinh tế học.

## Đời sống chính trị
Ông lần đầu tiên được bầu tại cuộc tổng tuyển cử năm 1987 với tư cách là thành viên của Quốc hội cho Battersea. Từ năm 1993 đến năm 1996, ông là một bộ trưởng y tế và từ năm 1996 đến năm 1997, ông là một bộ trưởng giao thông, trước khi mất ghế quốc hội tại cuộc tổng tuyển cử năm 1997.
Tại cuộc bầu cử Nghị viện châu Âu năm 1999, Bowis đã được bầu để đại diện cho khu vực London. Ông được bầu lại vào năm 2004, và đã từ chức tại cuộc bầu cử năm 2009.
Ông là Thư ký Quốc gia của Liên đoàn Sinh viên Bảo thủ và làm việc tại Viện Tâm thần học.
Ông là thành viên tích cực của Hội đồng Nghị viện chung ACP-EU.
Ông đã từng là chủ tịch của Bảo thủ đồng tính, một nhóm LGBT trong Đảng Bảo thủ.
Ông là phó chủ tịch đương nhiệm của Nhóm bảo thủ châu Âu (CGE).